# Pagoda (banda)
Pagoda fue una banda neoyorquina de grunge que se formó en el año 2004. Su vocalista y fundador es el actor Michael Pitt.

## Historia
Pagoda es un concepto musical que comenzó con el cantante y guitarrista Michael Pitt, que contaba por ese entonces con veintiún años de edad. Mientras trabajaba en la filmación de la película Last Days, inspirada en la vida de Kurt Cobain, se conoció con Thurston Moore vocalista de la banda Sonic Youth, a quien le hizo partícipe de algunos de sus temas inéditos. Moore quedó impresionado con el estilo de las canciones. Posteriormente Pitt invitó a Jamie Kallend, Ryan Donowho e Indigo Ruth-Davis a la formación de la banda.

## Discografía
- The Demo EP (2005)
- Pagoda (2007)
- Rebirth (2013)

## Miembros
- Michael Pitt - Guitarra, voz
- Willy Paredes - Bajo
- Reece Carr - Batería
- Chris Hoffman - Violonchelo